# Małżeństwo nieskonsumowane
Małżeństwo nieskonsumowane (łac. matrimonium non consumatum) – małżeństwo, w którym małżonkowie nie podjęli współżycia seksualnego.
Według obserwacji częstotliwość występowania tego problemu znacznie spadła dzięki edukacji seksualnej oraz większemu doświadczeniu seksualnemu.

## Przyczyny małżeństwa nieskonsumowanego
Wyróżnia się dwie główne kategorie przyczyn takiego stanu:
1. organiczne (bardzo rzadkie): wady budowy narządów płciowych; w tym błony dziewiczej, mikropenis, stulejka (tylko bardzo zaawansowana[2]; inne umożliwiają aktywność seksualną[3]), spodziectwo, za krótkie wędzidełko napletkowe, zaawansowana przepuklina pachwinowa lub mosznowa u mężczyzn, a także: otyłość olbrzymia, stany zapalne, alergia w obrębie narządów płciowych, uczulenie na nasienie, stany zwyrodnieniowe kręgosłupa lub miednicy;
2. psychogenne (częstsze): pochwica, fobie seksualne, awersja w stosunku do partnera, lęk, nierealne oczekiwania, zaburzenia seksualne, ukryte/jawne tendencje homoseksualne, neurotyzm, rygorystyczne wychowanie moralne, niewłaściwa motywacja do zawarcia małżeństwa, brak miłości w związku, wzajemne oczekiwanie na inicjatywę drugiej strony, przedłużające się przerwy między kolejnymi próbami współżycia.

## Cechy osobowości partnerów w związkach nieskonsumowanych
W latach 2000–2006 przeprowadzono w Polsce badanie na 31 kobietach i 31 mężczyznach z wykorzystaniem narzędzi: NEO-FFI Costy i McCrae, STAI Spielbergera, Skali Więzi Małżeńskiej Szopińskiego oraz własnej ankiety. Uzyskane wyniki wskazują na to, że kobiety w związkach nieskonsumowanych mają wyższy poziom neurotyczności oraz większą gotowość do reagowania lękiem (jako stan i cecha). Zaś mężczyźni wykazują wyższą sumienność i ugodowość.